# Жерева

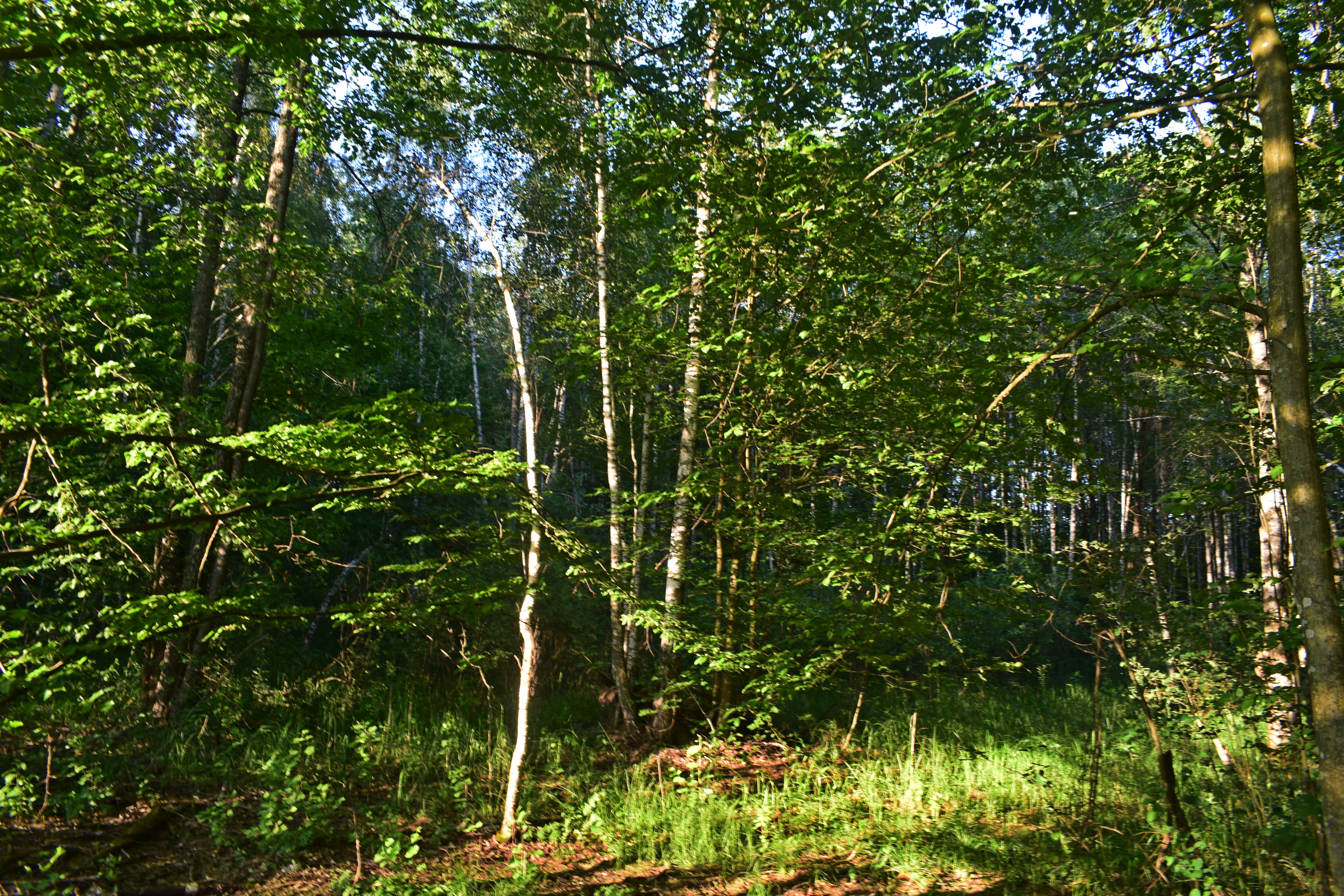
Природа поруч з селом — Гайдамацьке болото

Же́рева — село в Україні, у Іванківській селищній громаді Вишгородського району Київської області. на правому березі однойменної річки Жереви. Населення становить 89 осіб.

## Історія
7 (20) листопада 1917 року, відповідно до Третього Універсалу Української Центральної Ради, увійшло до складу Української Народної Республіки.
15 листопада 1921 р. під час Листопадового рейду через Жереву проходила Волинська група (командувач — Юрій Тютюнник) Армії Української Народної Республіки.
12 червня 2020 року, відповідно до розпорядження Кабінету Міністрів України № 715-р «Про визначення адміністративних центрів та затвердження територій територіальних громад Київської області», увійшло до складу Іванківської селищної територіальної громади.
19 липня 2020 року, в результаті адміністративно-територіальної реформи та ліквідації Іванківського району, село увійшло до складу новоутвореного Вишгородського району.
З кінця лютого до 1 квітня 2022 року село було окуповане російськими військами.

## Особистості
- Отрошенко Наталія Миколаївна (17.01.1970) – нагороджена Почесною грамотою Верховної Ради України (2008), голова Кропивнянської сільської ради. Уродженка села.